# Ranunculus sagittifolius
Ranunculus sagittifolius är en ranunkelväxtart som beskrevs av William Jackson Hooker. Ranunculus sagittifolius ingår i släktet ranunkler, och familjen ranunkelväxter. Inga underarter finns listade i Catalogue of Life.